# 朱清 (元)
朱 清（しゅ せい、1237年 - 1303年）は、モンゴル帝国（大元ウルス）に仕えた漢人の一人。字は澄叔。通州海門県崇明鎮の出身。宋代には海賊業に身を投じていたが、モンゴル帝国に投降した後は江南（旧南宋領）と大都（現在の北京）を結ぶ海上輸送路の確立に功績を残したことで知られる。

## 概要

### モンゴルに投降するまで
長江の河口近くに位置する崇明島は、唐代のころより土砂が堆積して居住が始まり、宋代には最初に移住した姚氏・劉氏の姓を取って姚劉沙と呼ばれていた。朱清の母は一族とともに姚劉沙に移住し、一族は漁業・製塩を生業としていた。しかし朱清は富商の楊氏を殺してその財産を奪い、以後は沿岸部での海賊業に身を投じることとなった。後に呉淞江に入ると新華鎮にて生涯の盟友となる張瑄と出会って義兄弟の契りを交わし、両者は数千の配下と5百の船を統べる一大海上勢力へと成長した。
1276年（至元13年）、モンゴル軍の侵攻によって南宋の首都の臨安が陥落した後、董文炳が親族の董士選らを派遣して朱清・張瑄らに投降を促した。モンゴルに投降した朱清・張瑄らは最初の仕事として臨安から接収した各種図籍を、崇明島より海路を経てクビライの下に届けた。1279年（至元16年）には南宋が名実ともに滅亡した崖山の戦いにも加わり、この時の功績により、1280年（至元17年）正月に張瑄は総管から沿海招討使に昇格となった。

### 運糧万戸府
その後、朱清・張瑄らが南宋宮廷の図籍を海上輸送した功績が評価され、旧南宋領の江南（モンゴル側からはマンジと呼ばれた）で生産された食糧を海路より大元ウルスに運ぶことが提案された。これを受けて1282年（至元19年）に三つの運糧万戸府が新設され、朱清・張瑄・羅璧らが食糧の海上輸送を担うようになった。この年、江淮行省は朱清らに60日の期限で平底船60隻を建造させ、新造された船は劉家港に終結した。江南の食糧を運ぶ船団は8月に出港し、1283年（至元20年）3月に直沽（現在の天津）に到着して、大量の食糧の海上輸送に成功した。この功績により、同年12月には朱清は中万戸に、張瑄の息子の張文虎が千戸に任じられた。また『弘治太倉州志』巻1沿革によると、同年中に朱清・張瑄らは太倉州に移住して海外交易も手がけるようになり、太倉州は「六国馬頭」と称されるほどの交易拠点に成長したという。
また、1283年（至元20年）4月には第二次日本遠征（弘安の役）に先立ち、日本遠征の司令官であるアタカイの要請を受けて当時招討使であった張瑄、総管であった朱清も操船に長けた者を派遣するよう命じられている。1286年（至元23年）には、朱清・張瑄と同格であった羅璧が脱落して運糧万戸府は二つに削減され、運糧は朱清・張瑄らの独占的事業となった。同年11月には至元20年-23年（1283年-1286年）の4年間で約100万石を輸送したことが評価され、朱清・張瑄はともに海道運糧万戸に任命された。
1287年（至元24年）、新たに尚書右丞相に抜擢されたサンガの下で行泉府司が新設され、運糧万戸府も二つ増設されて計四つとなった。なお、同年12月には朱清・張瑄らは宣慰使に任命されている。1291年（至元28年）8月、運糧万戸府の増設を主導したサンガが失脚すると、1287年（至元24年）に増設された二つの運糧万戸府には問題が多いとの朱清・張瑄らの要請があり、万戸府は再び朱清・張瑄らが治める二つのみに改められた。

### 右丞相オルジェイの庇護
クビライの治世末期からはオルジェイが右丞相として中書省を統べていたが、このころ姚衍なる人物が朱清・張瑄らを告発する事件があった。このころ、クビライは既に病床にあり、意見を求められたオルジェイが朱清・張瑄らをかばったため、両名が罪に問われることはなかったという。クビライの没後、オルジェイトゥ・カアン（成宗テムル）が即位した後もオルジェイは引き続き重用され、1295年（元貞元年）1月にも朱清・張瑄を告発する「飛書」があったが、恐らくオルジェイの尽力によって批判は抑えられた。オルジェイと朱清・張瑄らの協力関係は三名がともに失脚するまで続くこととなる。
また、1292年（至元29年）には張瑄が江南行枢密院を廃止するよう朝廷に働きかけたが、張珪がこれに反対してやめさせたとの記録がある。しかし、オルジェイトゥ・カアンの即位後にバヤンを通じて再度行枢密院廃止の要請がなされ、この時廃止が決まった。なお、同年の朱清・張瑄らによる運糧は朱清が四分、張瑄が六分であったと伝えられている。1294年（至元31年）10月には、朱清・張瑄らが食糧100万石を運搬してきたが、既に首都一帯では食糧が十分に行き渡っていたため、30万石分の運搬をやめるよう命じられたという。
1296年（元貞2年）5月には「およそ朱清が陳列する所があれば、それを止めることがないよう」命じられ、また同年7月には江西行省・河南行省でそれぞれ参政が増員されて、朱清は河南行省参政に任命されるなど、オルジェイトゥ・カアンの治世の前半に朱清・張瑄の権勢は頂点を迎えた。

### 朱清・張瑄の失脚
しかし、1302年（大徳6年）正月にはまず中書省が朱清・張瑄やその息子達を解任することを提起し、また同月中には朱清・張瑄らの「不法十事」が告発されて御史台がこれを詰問することとなった。これより先、1300年（大徳4年）からはラーンナー出兵が始まり、1301年（大徳5年）にはモンゴル高原においてカイドゥ・ウルスとの大会戦（テケリクの戦い）が繰り広げられ、大元ウルスの国庫は圧迫されていた。とりわけ、オルジェイが主導したラーンナー出兵が惨憺たる結果に終わったことにより、当時国政を掌握しつつあったブルガン・カトンが潤沢な財源の確保と、オルジェイ一派の排除を目的として朱清・張瑄らの摘発を主導したものと考えられている。
1303年（大徳7年）正月、遂に御史台によって朱清・張瑄およびその妻子は大都に連行され、その財産・軍器・船舶は朝廷に没収された。そして、捕らえられた朱清は獄死し、その息子の朱虎は張瑄らとともに処刑された。一方、これまで朱清・張瑄らを庇護してきたオルジェイも朱清・張瑄から賄賂を受けていた事を告発され、オルジェイはオルジェイトゥ・カアンの配慮によって罷免を免れたものの、その他の大臣たちは同様の罪状によって一斉に地位を失った。なお、『元史』巻94食貨志2には大徳7年に海外交易を禁じたとの記録があるが、これも朱清・張瑄の粛清に連動したものであったとみられる。
なお、この朱清・張瑄逮捕に始まる一連の政変は、ペルシア語史料の『ワッサーフ史』でも言及されている。『ワッサーフ史』は平章・丞相といったアミールたちが朱・張（Jū Jang）と結び、真州（Sinjū）にて鈔（chāw）を偽造し、それによって許可なく海外交易を行っていたことをハルガスン・ダルハン丞相がブルガン・カトンに告発したとする。そこでブルガン・カトンはアミールたちの調査・尋問を命じ、その結果バヤン平章（Bāyān pinjān＝平章伯顔）、アブドゥッラー平章（ʿAbdullah pinjān＝梁徳珪）、バトマシン（Bātūmasīn＝八都馬辛）、ミール・ホージャ参政（Mīr khwāja samjīn＝迷而火者）らが失脚し、オルジェイ丞相は悲嘆の内に死去したと述べている。
一連の政変の後、籍没された朱清・張瑄の財産はブルガン・カトンが統轄する中政院の管理に委ねられた。広域かつ膨大な朱清・張瑄の財産を管理するため、中政院の下には三つの提挙司が設置され、これらは「朱張財賦提挙司」とも呼ばれた。接収された朱清・張瑄の財産は、ブルガン・カトンを頂点とする政会の新勢力を支える鍵となったと評されている。獄死という不名誉な最期を遂げた朱清であったが、ジャワ遠征での活躍で知られる高興は「水上では朱清・張瑄らがいなければ、陸上では劉二（劉国傑）がいなければ、我は死んでいたであろう」と語り朱清らの死を惜しんだと伝えられている。